# Indigneu-vos!
Indigneu-vos! (originalment en francès: Indignez-vous !) és un assaig supervendes en francès escrit pee Stéphane Hessel, un diplomàtic, antic membre de la resistència francesa i supervivent d'un camp de concentració de la Segona Guerra Mundial. Es va publicar inicialment el 2010 en francès on segons grup 62 al març del 2011 ja se'n havien venut dos milions i mig de còpies. Des de llavors s'ha traduït a 22 idiomes com el català, basc, gallec, anglès. Hessel va renunciar als drets d'autor, demanant que fossin donats.

## Sinopsi
En paraules del mateix autor, antic ambaixador de França a l'ONU, l'«obra exhorta als joves a indignar-se, diu que tot bon ciutadà ha d'indignar-se actualment perquè el món va malament, governat per uns poders financers que l'acaparen tot». Explica que, encara que «ens jugàvem la vida», en la seva època, ho tenien més fàcil per tenir els adversaris més ben definits: Hitler i Stalin. No obstant això, «...els joves d'ara es juguen la llibertat i els valors més importants de la humanitat».
En les 32 pàgines estrictes del llibret, l'autor, de 93 anys, fa una breu referència a la seva participació en la Resistència francesa, quan després de la declaració del règim col·laboracionista de Vichy es va escapar a Londres per posar-se a les ordres de De Gaulle. Després de ser capturat i torturat per la Gestapo, un cop acabada la guerra, es va convertir en diplomàtic, participant com a cap de gabinet de Henri Laugier, el llavors vicesecretari general de les Nacions Unides, en l'elaboració de la Declaració Universal dels Drets Humans, redactada al Palau de Chaillot de París. Explica, així mateix, els valors de la Resistència i dels Drets Humans com també la seva postura, com a jueu, davant la vulneració dels mateixos per part de l'Estat d'Israel, i acaba fent una crida als joves a emprendre l'acció no-violenta per revoltar-se contra els poders del capitalisme, a través d'una «insurrecció pacífica».
Inspirat en un discurs que Hessel va donar el 2008 per commemorar la Resistència, el llibret, d'unes 4.000 paraules en la seva versió original, està basat en tres entrevistes que Hessel va concedir a Sylvie Crossman, un antiga corresponsal de Le Monde. Crossman i Jean-Pierre Barou, caps de l'editorial Indigène, van preparar un tiratge de 8.000 exemplars. Hessel va renunciar als drets d'autor, demanant que fossin donats.

## Rebuda
A França, al Canadà i a altres països francòfons se l'ha comparat amb el pamflet J'accuse! (1898) d'Émile Zola, en el qual va acusar els alts comandaments de l'exèrcit francès d'antisemitisme i de prevaricació en acusar el capità Alfred Dreyfus de traïció.
A França es va convertir en el best-seller de Nadal del 2010 i, encara que els seus crítics consideren que està mal escrit i que és massa curt, reconeixen que ha sabut calar en l'"empipament col·lectiu".
El primer ministre francès, François Fillon, ha comentat sobre el llibre: «No hi ha res que sigui menys francès que l'apatia i la indiferència. Però la indignació, per amor a la indignació, no és forma de pensar».
Així mateix, el filòsof i antic ministre francès d'educació, Luc Ferry, va comentar en una carta oberta respecte a aquesta indignació que era just l'última de les passions que França necessitava en aquells moments i que era un sentiment que només s'aplica als altres i mai a un mateix, i que l'autèntica moralitat comença amb les exigències que hom es fa a si mateix.